# Penggaron
Penggaron is een bestuurslaag in het regentschap Jombang van de provincie Oost-Java, Indonesië. Penggaron telt 3798 inwoners (volkstelling 2010).